# Ketnetpop
Ketnetpop is een televisieprogramma van Ketnet, jaarlijks uitgezonden vanaf 2008 tot 2010. Elke editie toont hoe voormalige kandidaten uit de Vlaamse preselecties van het Junior Eurovisiesongfestival met professionele hulp van een team experten onder leiding van de regisseur worden gecoacht om een popconcert op te zetten en uit te voeren.
De eerste reeks van drie concerten (Ketnetpop 1) was in april 2008. Een tweede reeks (Ketnetpop 2) volgde in april 2009, opnieuw in de Zuiderkroon in Antwerpen. De derde reeks concerten vond plaats in de nieuwe concertzaal Hangar 58 in Bokrijk in april 2010.
KetnetPop 3 was de laatste editie en er komt geen KetnetPop 4 meer.

## Ketnetpop 1 (april 2008)

### Deelnemers
- Matt - 'De allermooiste van de klas' (2005)
- Max - 'Voor eeuwig' (2005)
- Nicolas – 'Ik wil je nooit meer kwijt' (2006); verzorgde tevens de presentatie
- Thor (Vlaams selectie-winnaar Eurosong Kids) - 'Tocht door het donker' (2006)
- Yuri - 'Ik doe alle dingen', toen met zijn groep Attic (2006)
- Jess'n Emmy - 'Een gevoel' (2005)
- Melissa - 'Hé jij' (2006)
- Mijn Broer en Ik - alias de broers Toon en Arnoud - 'Knallen' (2007)
- Bab - 'Laat me gerust' (2007)

### Professionals
- Artistiek leider: Frank Van Laecke
- Producenten: Ben Vetters, Koen Hendrickx
- Muziekcomponist: Miguel Wiels
- Productiecoach: Bruno Van Heystraeten
- Zangcoach: Daniel Climan
- Danscoach: Ingrid Coppieters
- Stylisten: Joëlle Meerbergen, Nadine Moons

### Op tv
- KetnetPOP de making-of, kwam acht weken lang op Ketnet
- Een samenvatting van het concert werd meermaals op Ketnet uitgezonden.

## Ketnetpop 2 (april 2009)

### Deelnemers
- Oliver - 'Shut up' (winnaar Belgische preselectie Junior Eurosong 2008)
- Matt - 'De allermooiste van de klas' (Eurokids 2005)
- Jessica - lid van het duo Jess ’n Emmy - 'Een gevoel' (Eurokids 2005)
- Yuri - lid van Attic - 'Ik doe alle dingen' (Eurosong for kids 2006)
- Toon en Arnoud - Mijn Broer en Ik - 'Knallen' (Junior Eurosong 2007)
- Jasper - 'Weekend' (Junior Eurosong 2007)
- Toon - lid van het duo Swing- 'Het is nu feest' (Junior Eurosong 2007)
- Mona - 'Alleen' (Junior Eurosong 2007)
- Guust - 'Ik hou van muziek' (Junior Eurosong 2008)
- Vince - 'Al fluitend door het leven' (Junior Eurosong 2008)
- Chloé - 'Un nouveau rêve' (Junior Eurosong 2008)
- Elise - lid van het duo Lizz@xy - 'Ik doe wat ik wil' (Eurosong for Kids 2006) (heeft zich teruggetrokken tijdens de Ketnetpop-coaching)

### Professionals
- Presentatie: Ben Roelants
- Regie TV reeks: Cheeru Mampaey
- Artistiek leider: Frank Van Laecke
- Producenten: Ben Vetters, Koen Hendrickx
- Musical Director: Jan Decombele
- Muzikale begeleiding: Ketnetband
- Uitvoerende productie: Liesje De Schrijver
- Staging en choreografie: Ingrid Coppieters

## Ketnetpop 3 (april 2010)

### Deelnemers
- Laura Omloop (winnares Junior Eurosong 2009 – 'Zo verliefd')
- Guust Vandenbussche (Junior Eurosong 2008 – 'Ik hou van muziek')
- Jasper Publie (Junior Eurosong 2007 – 'Weekend')
- Tim Tielemans & Thomas Van Achteren (Junior Eurosong 2009, T&T – 'Geniaal')
- Toon Smet (Junior Eurosong 2007, Swing - 'Het is nu feest')
- Thomas Cerpentier (Junior Eurosong 2009 – 'Groot zijn')
- Anke Babeliowsky (Junior Eurosong 2009– 'Ooh Daddy')
- Margo Raats (Junior Eurosong 2009 – 'Vandaag is de dag')
- Jill Van Vooren (via auditie geselecteerd)
- Laura Tesoro (via auditie geselecteerd)
- Lauren De Ruyck (via auditie geselecteerd)

### Professionals
- Presentatie: Kobe Van Herwegen
- Artistiek leider: Frank Van Laecke
- Musical Director: Jan Decombele